# Ernst Peymann
Hinrich Ernst Peymann (født 22. maj 1737 (måske 1735) i Rotenburg, Hannover, død 28. januar 1823 i Rendsborg) var en dansk officer og militærarkitekt, øverstkommanderende under Københavns bombardement i 1807. Han var bror til Christian Friderich Hermann Peymann.

## Tidlig karriere
Peymann var født og opvokset i beskedne kår i den lille by Rotenburg i kurfyrstendømmet Hannover. Han var søn af overoppebørselsbetjent Nicolaus Peymann (1695-1747) og Henriette Margaretha Gebhardt (ca. 1699-1779). Ligesom sin fem år ældre bror indtrådte han som ung i dansk militær tjeneste i Holsten og kom som broderen hovedsagelig til at gøre tjeneste ved Fortifikationen, dvs. fæstningsbyggeriet. Peymann blev 1755 værkbas i holstenske fortifikation, året efter karakteriseret underkonduktør og 1760 sendt til Frankrig, hvor han indgik i regimentet "Løvendal" og en kort periode 1761-62 deltog i Syvårskrigen på fransk side, men kom derefter til København, hvor han med ingeniørkaptajns karakter under mobiliseringen mod Rusland fik ansættelse ved felthæren, som dog snart atter blev sat på fredsfod. Da der herefter blev oprettet et Ingeniørkorps, fik Peymann i 1763 ansættelse ved dette som konduktør og avancerede 1766 til overkonduktør og 1770 til "karakteriseret virkelig" ingeniørkaptajn. 1783 blev han karakteriseret ingeniørmajor og samme år generalkvartermester ved fortifikationen i Danmark.
Peymann var i disse år en habil og meget anvendt militærarkitekt. Han var 1771-72 Landetatens repræsentant i Overbygningskommissionen (fra 1772 General-Bygningsdirektionen) og derefter til 1796 af bygningsadministrationen.
Han blev medlem af Defensionskommissionen af 1771, som især beskæftigede sig med Københavns befæstning, og kom, sammen med Heinrich Wilhelm von Huth, i konflikt med søofficererne angående formen for de foreslåede søforter Trekroner og Prøvestenen. 1789 blev Peymann oberst af infanteriet og året efter medlem af den bestandige indkvarteringskommission, der var ansvarlig for garnisonens indkvartering i kaserner. 1793 fik han løfte om fuld gage som pension ved hans evt. afgang fra Hæren. Samme år blev Peymann virkelig ingeniørmajor, året efter tillige kommandant i Kastellet og 1795) generalmajor af infanteriet. medlem af den samme år nedsatte kommission om forbedring af Københavns Brandvæsen og året efter øverstkommanderende ved ildløs i København samt medlem af Brand- og vandkommissionen.
1796 udtrådte han af Ingeniørkorpset og blev 3., fra 1803 1. deputeret i Generalitets- og Kommissariatskollegiet, samme år medlem af Slotsbygningskommissionen, 1805 formand i kommissionen til yderligere forbedringer i brandslukningsvæsenet, året efter formand i den nye brandkommission og i en kommission om plan for samtlige militære undervisningsanstalter. 1801 blev han Hvid Ridder.

## Begivenhederne under Københavns belejring 1807
Peymanns militære karriere var egentlig afsluttet, og han var i 1807 nået støvets år uden nogen sinde at have ført tropper, da han - ikke desto mindre - blev udnævnt til kommandant over København og Kronborg i stedet for den sygemeldte generalmajor Hans Christopher Gedde, vel nærmest fordi han havde et godt kendskab til befæstningerne, mens han forøvrigt savnede erfaring til at beklæde denne post under vanskelige forhold. Disse opstod ved englændernes ankomst til Øresund den 3. august 1807. Peymann traf ingen videregående forsvarsforanstaltninger, dels fordi han ikke havde bemyndigelse dertil, dels fordi han ikke troede, at der var fare på færde. Den 11. august kom kronprinsen til København og satte forsvarsarbejderne i gang, men da kronprinsen afrejste samme aften, nåede han ikke at ordne kommandoforholdene. Peymann blev således ikke kommanderende general på Sjælland og fik ingen instruks med hensyn til Flåden.
Under disse forhold gjorde Peymann ikke noget forsøg på at hindre englændernes landgang ved Vedbæk den 16. august, hvorfor København dagen efter blev belejret. Derimod lod Peymann foretage mindre udfald fra fæstningen, og under et af disse, den 18. august, blev han hårdt såret i det venstre ben. Således lå altså kommandanten på sygelejet, og hans stemning fremgår af hans ytring til lægen om, at det havde været bedre, om kuglen havde ramt ham i hjertet.
Den engelske flådestyrke var på 46 fartøjer med 30.000 landgangstropper, mens Peymann i hovedstaden kun rådede over 5.500 regulære, ikke krigsvante tropper samt 7.500 mand fra det sjællandske landeværn, Københavns borgervæbning og de frivillige korps. Dertil kom, at fæstningen ikke var sat på krigsfod.
1. september afslog Peymann englændernes opfordring til at overgive fæstningen og udlevere flåden, og den 3. begyndte bombardementet, der varede i tre dage og lagde en stor del af staden i aske. Påvirket heraf og af præsten Hudtwalkers indtrængende forestillinger sendte Peymann den 5. om aftenen en parlamentær til fjenden for at bede om våbenstilstand. Englænderne ville dog kun forhandle om en kapitulation, og Peymann sammenkaldte da et råd bestående af højere militære, civile og kommunale embedsmænd. Dette gik næsten enstemmigt ind for, at en forhandling med fjenden skulle åbnes på grundlag af flådens udlevering, og den 7. september undertegnedes kapitulationen, i hvilken alle englændernes fordringer blev godkendte. Dette blev senere navnlig lagt Peymann til last, da han derved havde overskredet sin kompetence, lige så lidt som han var berettiget til på egen hånd at indlede underhandlinger med fjenden. Det var endvidere uklogt af ham at tilbyde at gøre flåden ubrugelig for Englands fjender, mens han endelig var optrådt som kommanderende general på Sjælland, hvad han ikke var bemyndiget til. Den 10. september var Peymann så syg, at han overdrog kommandoen til oberst Carl Friederich Bielefeldt, der selv var hårdt ramt af stærke smerter efter et fald med hesten.
I november 1807 blev Peymann sammen med flere andre højere officerer stillet for en overkrigskommission, i juli 1808 blev han arresteret, og den 16. november samme år dømtes han fra ære, liv og gods. I januar 1809 blev dommen publiceret, men den formildedes da til afsked i unåde uden pension og til forbud imod at forlade Kastellet. Snart efter fik Peymann dog sin beslaglagte formue tilbage og blev sat i frihed, hvor efter han tog ophold i Flensborg.
Efter Napoleons fald, thi det var navnlig frygten for dennes vrede, som havde bevæget Frederik VI til at gå så strengt til værks, blev Peymann taget til nåde og fik pension. Han var ugift og tilbragte sine sidste år hos sin bror – som også var blevet general – i fæstningen Rendsborg. De to brødre ligger begravet ved den gamle garnisonskirke i Rendsborg, nu kaldet Christkirche. På kirkens mur findes en mindeplade over dem.

## Gengivelser af Peymann
- Fremstillet på tegning af parlamentærscene fra 1801 (Det Nationalhistoriske Museum på Frederiksborg Slot)
- Afbildet på akvarel af C.W. Eckersberg 1807, efter denne stik af Johannes Britze 1931
- Portrætmaleri (Det Nationalhistoriske Museum på Frederiksborg Slot), efter dette xylografi af H.P. Hansen 1873 og 1878
- Lille profiltegning

## Virke som militærarkitekt
Peymann medvirkede blandt andet ved opførelsen af Ejderkanalen, han stod bag projekteringen af Anholt Fyr og var konsulent ved opførelsen 1783 af pakhuset Gamle Grynmølle i Strandgade i København samt et korntørringsmagasin ligeledes i København.

### Værker
- Tre krudthuse på Amager, Bachersmindevej 1, Amager Strandvej 110 og Prags Boulevard (1782-99, alle sammen med Heinrich Wilhelm von Huth)
- Anholt Fyr (1785, ombygget 1836, overdelen 1881, med kasematter fra 1809 og fyrmesterbolig, fredet 1939)[2]
- Anlæg af tre pragtalleer med lindetræer, der førte ind til København (1783-86) til: Østerport (nu: Dag Hammarskjölds Allé), Nørreport (Vendersgade-forløbet) og Vesterport (Vesterbrogade)
- Livgardens Kaserne, Øster Voldgade, København, med benyttelse af den ældre orangeribygning (1785, forhøjet med en etage og mansard 1845-47, fredet 1932)
- To pakhuse for Det Østersøisk-guineiske Handelsselskab, nu Copenhagen Admiral Hotel, Toldbodgade 24-28, København (1787, senere ombygget til korntørringsmagasin, i 1885 forbundet med en mellembygning, fredet 1959)[3]
- Strickers Batteri på Amager (1801-08, fjernet 1954)

### Tilskrivninger
- Overhvælvingen af brønden under Caritasspringvandet på Gammeltorv i København (1781-85)
- Grynmøllepakhuset (1782-83, brændt 1960)

### Projekter
- Kirkesal i Almindelig Hospital, Amaliegade, København (1785)